# Klášterská Lhota
Obec Klášterská Lhota (německy Mönchsdorf) se nachází v okrese Trutnov, kraj Královéhradecký. Žije zde 233 obyvatel.

## Historie
První písemná zmínka o obci pochází z roku 1270. Obec tvořila součást kmenového majetku proboštství opatovických benediktinů, které stálo na katastru obce. Zaniklo na počátku husitských válek dle tradice při Žižkově tažení v roce 1424. Stalo se tak s největší pravděpodobností již dříve přičiněním Krušinů z Lichtemburka, jimiž byla ves přičleněna k panství Hostinné. Posléze se dostala k panství Štěpanice, jehož součástí zůstala až do nové doby. Do roku 1945 byla většina obyvatel německé národnosti a pro obec používala název Mönchsdorf.

## Pamětihodnosti
- Kaple Nejsvětější Trojice s hrázděnou lodí z roku 1906, jejíž zděná část byla postavena roku 1825. Kolem kaple vede památkově chráněná křížová cesta.[5]
- Pomník obětem druhé světové války u kaple
- Společný hrob obětí fašismu
- Malovaný kříž obětem druhé světové války